# Alex Pereira
Pour les articles homonymes, voir Pereira.
Alex Pereira, né le 7 juillet 1987 à São Bernardo do Campo (Brésil), est un pratiquant brésilien d'arts martiaux mixtes (MMA) et ancien kick-boxeur. Il combat actuellement dans la catégorie des poids mi-lourds de l'Ultimate Fighting Championship (UFC).
Alex Pereira est surtout connu pour sa puissance de frappe et son crochet du gauche dévastateur. Son surnom « Poatan » qui veut dire « main de pierre » fait référence à cela. Il a été champion dans les catégories des poids moyens et poids mi-lourds de la promotion internationale du Glory. En novembre 2022, il remporte le titre des poids moyens de l'UFC face à Israel Adesanya puis le perd face au même adversaire cinq mois plus tard. Un an plus tard, en novembre 2023, il devient champion des poids mi-lourds grâce à une victoire contre Jiří Procházka. En 2025, le Brésilien perd son titre de champion contre Magomed Ankalaev, après trois défenses de titres réussies.
Considéré comme l'un des plus grands athlètes de combat de tous les temps, Alex Pereira est le seul combattant connu à être double champion du monde de MMA et de kick-boxing. Il est le neuvième combattant de l'histoire de l'UFC à devenir champion dans deux catégories de poids différentes et le premier à devenir champion dans les catégories des poids moyens et poids mi-lourds de l'organisation.

## Jeunesse et débuts en kick-boxing

Alex Pereira en 2021

Alex Sandro Silva Pereira naît le 7 juillet 1987 à São Bernardo do Campo, dans l'État de São Paulo, au Brésil. Le père d'Alex Pereira est parti habiter à São Paulo pour chercher une vie meilleure et y rencontre sa femme. Alex Pereira est le troisième des sept enfants du couple d'une famille qui vit des paies dans le secteur de la construction du père de famille. Grandissant dans un quartier urbain dense et pauvre, Alex Pereira arrête l’école à l'âge de douze ans et travaille dans un magasin de pneus automobiles qui fait également des petites réparations. Une partie de ses collègues consomme du cachaça pendant la journée de travail et le jeune Alex Pereira y prend goût jusqu’à en boire un litre par jour à ses 16 ans.
Alcoolique, il se retrouve souvent dans les bagarres et developpe son intérêt pour le combat. À ses 21 ans, Alex Pereira s'essaie au kick-boxing dans un gymnase pour la première fois. Champion national de sa catégorie de kick-boxing amateur au Brésil au début de sa carrière, ses entraîneurs lui promettent un avenir radieux s'il s'entraîne sérieusement. Alex Pereira arrête l’alcool et enchaîne les victoires avant la limite. Son poing gauche constitue son principal atout, qui lui vaut son surnom de « main de pierre ». Il s'est tatoué des pierres dessus.
Avant de devenir une figure marquante du kick-boxing et des arts martiaux mixtes (MMA), Alex Pereira a une carrière de boxeur amateur remarquable au Brésil. Il aurait participé à 28 combats de boxe amateur, avec un bilan de 25 victoires, toutes par KO, pour seulement 3 défaites. La puissance caractéristique d'Alex Pereira, en particulier son crochet gauche dévastateur, est devenue évidente dès le début de sa carrière amateur, comme en témoignent des images virales montrant de nombreux KO, y compris un cas où il a mis un adversaire hors du ring. Les prouesses d'Alex Pereira en matière de boxe attirent alors l'attention d'éminentes personnalités des sports de combat. Ryan García, impressionné par les capacités de ce dernier, exprime publiquement son intérêt à s'entraîner avec lui, soulignant ainsi la difficulté à achever les adversaires en boxe amateur. Les capacités de frappe d'Alex Pereira dans les rangs amateurs suscitent également l'admiration d'autres boxeurs d'élite, ce qui souligne encore sa polyvalence dans de multiples disciplines de sports de combat.
Le 2 avril 2016, Alex Pereira affronte le Nigérian Israel Adesanya pour la première fois dans un gala organisé par une organisation chinoise de kick-boxing nommée Glory of Heroes. Après un combat disputé, les arbitres déclarent unanimement le Brésilien vainqueur, une décision contestée par son adversaire. La revanche se déroule le 4 mars 2017 à São Paulo, au Brésil. Pendant les deux premiers rounds, Israel Adesanya domine le combat, plus dynamique et technique, jusqu'à faire compter Alex Pereira. Dans le troisième et dernier round, la pression change de camp ; après un blocage, Alex Pereira touche sur sa combinaison en remise et envoie son adversaire au tapis pour le compte.
En 2018, Alex Pereira fait ses débuts pour la promotion internationale du Glory. En décembre 2019, le Brésilien bat par un impressionnant KO d'un crochet du gauche le Turc Ertuğrul Bayrak pour conserver sa ceinture de champion des poids moyens de l'organisation,. Après ce combat, il est élu combattant de l’année du Glory. L'ascension d'Israel Adesanya comme champion indiscutable des poids moyens à l'Ultimate Fighting Championship (UFC) lui donne de la notoriété comme le seul combattant à avoir réussi à battre ce dernier, à deux reprises, dont un par KO.

## Carrière dans les arts martiaux mixtes

### Débuts (2015-2020)
Le 24 octobre 2015, il affronte le Brésilien Quemuel Ottoni à São Paulo, au Brésil, et perd le combat par soumission. Le 23 janvier 2016, il affronte le Brésilien Marcelo Cruz à São Paulo, au Brésil, et remporte le combat par KO.
Le 21 mai 2016, il affronte le Brésilien Marcus Vinicius da Silveira à São Paulo, au Brésil, et remporte le combat par KO technique. Le 20 novembre 2020, il affronte l'Américain Thomas Powell à Park City, dans le Kansas, et remporte le combat par KO.

### Ultimate Fighting Championship(depuis 2021)

#### Parcours sans défaite
Le 6 novembre 2021, il affronte le Grec Andreas Michailidis à New York, dans l'État de New York, lors de l'UFC 268, et remporte le combat par KO technique,. Sa prestation est désignée Performance de la soirée. Le 12 mars 2022, il affronte le Brésilien Bruno Silva à Las Vegas, dans le Nevada, et remporte le combat par décision unanime (30-27, 30-27, 30-27),. Le 2 juillet 2022, il affronte l'Américain Sean Strickland à Las Vegas, dans le Nevada, lors de l'UFC 276, et remporte le combat par KO,. Sa prestation est désignée Performance de la soirée.

#### Champion des poids moyens puis première défaite par KO
Le 12 novembre 2022, il affronte le Nigérian Israel Adesanya à New York, dans l'État de New York, lors de l'UFC 281. Alors que son adversaire est contre le cage et qu'il commence à être sonné, il remporte le combat par KO technique lors de la cinquième reprise à la suite d'un enchaînement de coups de poing et après avoir été dominé durant la plupart du combat,,. À cette occasion, il remporte le titre des poids moyens de l'UFC. Sa prestation est désignée Performance de la soirée.
Le 8 avril 2023, il affronte pour la deuxième fois le Nigérian Israel Adesanya à Miami, en Floride, lors de l'UFC 287. Il perd le combat par KO lors de la deuxième reprise à la suite de deux crochets du droit envoyés par son adversaire et alors que ce dernier était contre la cage et sous la pression du Brésilien,,.

#### Début en poids mi-lourds et champion
Le 29 juillet 2023, il affronte le Polonais Jan Błachowicz à Salt Lake City, dans l'Utah, lors de l'UFC 291, et remporte le combat par décision partagée (29-28, 28-29, 29-28),,. À cette occasion, il remporte le titre des poids moyens de l'UFC pour la deuxième fois.
Le 11 novembre 2023, quelques mois plus tard, il affronte le Tchèque Jiří Procházka lors de l'UFC 295 pour le titre vacant des poids mi-lourds à New York, dans l'État de New York,. Il remporte le combat par KO technique lors de la deuxième reprise à la suite d'un crochet du droit et de plusieurs coups de coude,,. Sa prestation est désignée Performance de la soirée. Le 13 avril 2024, il affronte l'Américain Jamahal Hill à Las Vegas, dans le Nevada, lors de l'UFC 300. Il remporte le combat par KO à la suite d'un crochet du gauche lors de la première reprise,,.
Le 29 juin 2024, il affronte pour la deuxième fois le Tchèque Jiří Procházka à Las Vegas, dans le Nevada, lors de l'UFC 303. Après une première reprise maîtrisée, il met KO son adversaire juste avant la cloche à la suite d'une gauche. Cinq secondes après le début de la deuxième reprise, Alex Pereira envoie un high kick du pied gauche ayant pour conséquence de sonner son adversaire et de l'envoyer directement au sol. Son opposant est alors sonné et il termine le combat en assénant plusieurs coups de poing,,. Sa prestation est désignée Performance de la soirée.
Le 5 octobre 2024, il affronte l'Américain Khalil Rountree, Jr. à Salt Lake City, dans l'Utah, lors de l'UFC 307, et remporte le combat par KO technique lors de la quatrième reprise après avoir travaillé et affaibli son adversaire lors des reprises précédentes,,. Sa prestation est désignée Combat de la soirée.

#### Perte du titre et reconquête
Le 8 mars 2025, il affronte le Russe Magomed Ankalaev à Las Vegas, dans le Nevada, lors de l'UFC 313. Après un début de combat plutôt dominé en envoyant notamment beaucoup de low kicks à son adversaire, le Brésilien ne réussit pas à développer son jeu qu'il a l'habitude de mettre en place par la suite, montrant ainsi un visage assez inhabituel et laissant donc le Russe lui mettre la pression dans l'octogone,. Son adversaire va par la suite prendre confiance, le toucher d'avantage et même le faire vaciller à la toute fin de la deuxième reprise. Anesthésié par le type de jeu proposé par son adversaire jusqu'à la fin du combat, il s'incline finalement par décision unanime à l'issue des cinq reprises (49-46, 48-47, 48-47),,.

## Vie privée
Alex Pereira est un brésilien indigène de la tribu des Pataxó. Pour cette raison, son surnom dans la presse portugaise brésilienne est « Poatan » (en français : main de pierre),.
Il a une sœur cadette, Aline Pereira, qui concourt pour la promotion internationale du Glory. En 2022, elle fait ses débuts en arts martiaux mixtes (MMA).
Alex Pereira a également deux fils avec son ex-femme.

## Palmarès en arts martiaux mixtes

### Distinctions
- Ultimate Fighting Championship
  - Performance de la soirée (× 5) : face à Andreas Michailidis, Sean Strickland, Israel Adesanya et Jiří Procházka (deux fois)[17],[22],[26],[38],[45].
  - Combat de la soirée (× 1) : face à Khalil Rountree, Jr.[49].

### Historique des combats
| 15 combats     | 12 victoires | 3 défaites |
| Par KO         | 10           | 1          |
| Par soumission | 0            | 1          |
| Sur décision   | 2            | 1          |

| Résultat | Record | Adversaire                  | Méthode                                       | Événement                            | Date             | Round | Temps | Lieu                          | Notes                                                                     |
| -------- | ------ | --------------------------- | --------------------------------------------- | ------------------------------------ | ---------------- | ----- | ----- | ----------------------------- | ------------------------------------------------------------------------- |
| Défaite  | 12-3   | Magomed Ankalaev            | Décision unanime                              | UFC 313 : Pereira contre Ankalaev    | 9 mars 2025      | 5     | 5:00  | Las Vegas, Nevada             | Perd le titre des poids mi-lourds de l'UFC.                               |
| Victoire | 12-2   | Khalil Rountree, Jr.        | TKO (coups de poing)                          | UFC 307                              | 5 octobre 2024   | 4     | 4:32  | Salt Lake City, Utah          | Défend le titre des poids mi-lourds de l'UFC. Combat de la soirée.        |
| Victoire | 11-2   | Jiří Procházka              | KO (coup de pied à la tête et coups de poing) | UFC 303                              | 29 juin 2024     | 2     | 0:13  | Las Vegas, Nevada             | Défend le titre des poids mi-lourds de l'UFC. Performance de la soirée.   |
| Victoire | 10-2   | Jamahal Hill                | KO (coups de poing)                           | UFC 300                              | 13 avril 2024    | 1     | 3:14  | Las Vegas, Nevada             | Défend le titre des poids mi-lourds de l'UFC.                             |
| Victoire | 9-2    | Jiří Procházka              | TKO (coups de coude)                          | UFC 295                              | 11 novembre 2023 | 2     | 4:08  | New York, État de New York    | Remporte le titre des poids mi-lourds de l'UFC. Performance de la soirée. |
| Victoire | 8-2    | Jan Błachowicz              | Décision partagée                             | UFC 291                              | 29 juillet 2023  | 3     | 5:00  | Salt Lake City, Utah          | Début en poids mi-lourds.                                                 |
| Défaite  | 7-2    | Israel Adesanya             | KO (coups de poing)                           | UFC 287                              | 8 avril 2023     | 2     | 4:21  | Miami, Floride                | Perd le titre des poids moyens de l'UFC.                                  |
| Victoire | 7-1    | Israel Adesanya             | TKO (coups de poing)                          | UFC 281                              | 12 novembre 2022 | 5     | 2:01  | New York, État de New York    | Remporte le titre des poids moyens de l'UFC. Performance de la soirée.    |
| Victoire | 6-1    | Sean Strickland             | KO (coups de poing)                           | UFC 276                              | 2 juillet 2022   | 1     | 2:36  | Las Vegas, Nevada, États-Unis | Performance de la soirée.                                                 |
| Victoire | 5-1    | Bruno Silva                 | Décision unanime                              | UFC Fight Night: Santos vs. Ankalaev | 12 mars 2022     | 3     | 5:00  | Las Vegas, Nevada             |                                                                           |
| Victoire | 4-1    | Andreas Michailidis         | TKO (coup de genou sauté et coups de poing)   | UFC 268                              | 6 novembre 2021  | 2     | 0:18  | New York, État de New York    | Performance de la soirée.                                                 |
| Victoire | 3-1    | Thomas Powell               | KO (coup de poing)                            | LFA 95                               | 20 novembre 2020 | 1     | 4:04  | Park City, Kansas             |                                                                           |
| Victoire | 2-1    | Marcus Vinicius da Silveira | TKO (coups de poing)                          | Jungle Fight 87                      | 21 mai 2016      | 2     | 4:55  | São Paulo, Brésil             |                                                                           |
| Victoire | 1-1    | Marcelo Cruz                | KO (coups de poing)                           | Jungle Fight 85                      | 23 janvier 2016  | 1     | 4:07  | São Paulo, Brésil             |                                                                           |
| Défaite  | 0-1    | Quemuel Ottoni              | Soumission (étranglement arrière)             | Jungle Fight 82                      | 24 octobre 2015  | 3     | 2:52  | São Paulo, Brésil             | Début en poids moyens.                                                    |

### Note
1. ↑  En langue tupi, Po signifie « main » et Atan peut être traduit par « solide » ou « de pierre »[1].